# Dracula sibundoyensis
Dracula sibundoyensis é uma espécie de orquídea epífita de crescimento cespitoso cujo gênero é proximamente relacionado às Masdevallia, parte da subtribo Pleurothallidinae. Esta espécie é originária no noroeste do Equador e sudoeste da Colômbia, onde habita florestas úmidas e nebulosas das montanhas.